# Pyrgoniscus petiti
Pyrgoniscus petiti là một loài chân đều trong họ Armadillidae. Loài này được Monod miêu tả khoa học năm 1935.